# Rosalba Bernini
Pour les articles homonymes, voir Bernini.
Rosalba Adelaide Clorinda Bernini, née en 1762 ou en 1763 à Parme, et morte en 1829 à Milan, est une pastelliste italienne.

## Biographie
Rosalba Bernini est née en 1762, ou en 1763 à Parme. Elle est la fille de Clemente Bernini et de sa femme Giuditta Olgiati. Elle travaille dans sa ville natale pendant un certain temps, produisant des aquarelles botaniques et ajoutant deux volumes à Ornitologia dell'Europa meridionale de son père, que l'on trouve aujourd'hui à la Biblioteca Palatina. Elle est également nommée membre honoraire de l'Accademia Clementina. En 1781, elle épouse Signor Corci et  déménage à Milan, où elle est connue pour y être active jusqu'en 1812. En tant que pastelliste, elle a surtout produit des portraits. Ses premiers pastels sont réputés pour montrer l'influence de Johann Zoffany qui travaillait à Parme à la même époque. Elle est morte en 1829 à Milan.